# Leucoptera parinaricola
Leucoptera parinaricola is een vlinder uit de familie sneeuwmotten (Lyonetiidae). De wetenschappelijke naam van deze soort is voor het eerst geldig gepubliceerd in 1955 door Vári.
De soort komt voor in tropisch Afrika.